# Sevalla kyrka
Sevalla kyrka i samhället Sevalla tillhör Tillberga församling i Västerås stift. Fram till 1 januari 2006 hörde kyrkan till Sevalla församling.
Kyrkan uppfördes 1821 som ersättning för en 1200-talskyrka som låg några hundra meter bort. Den följer den nyklassicistiska stilen, och har sedan uppförandet i stor utsträckning behållit sitt utseende. Även inredningen är välbevarad från decennierna efter invigningen, med bland annat den enda helt bevarade orgeln av Anders Petter Halld’n, från 1854.

## Kyrkobyggnaden
Kyrkan har en stomme av sten med ett rektangulärt långhus med kor i öster och sakristia öster om koret. Vid långhusets västra kortsida finns ett kyrktorn, krönt av ett pyramidtak med en fyrkantig lanternin och kors. Över långhuset finns ett plåttäckt sadeltak och över sakristian ett valmat tak. Murarnas puts har en grå nyans. På norra sidan finns tre stora rundbågiga fönster och på södra finns två, alla med gråmålade snickerier. Det finns även lunettformade fönster över de båda portarna, en på tornets västra sida och en mitt på långhusets södra. Ett halvrunt fönster finns också, högst upp på östra väggen, som är igensatt på insidan.
Det enskeppiga långhuset är täckt av ett tunnvalv i trä och är vitkalkat. I öst finns koret med en överdimensionerad altaruppsats. Intill på vänstra sidan finns dörren till sakristian. I väst finns en orgelläktare, och under den bland annat toalett och kapprum. Bänkarna är slutna och uppdelade i tre kvarter med mittgång och sidogångar längs väggarna.

## Historia
Troligtvis på 1200-talet byggdes en första stenkyrka i Sevalla, några hundra meter öster om den nuvarande kyrkan. Den hade formen av en salskyrka med branta gavlar, sadeltak och små fönster. I norr fanns en sakristia och i söder ett vapenhus som byggdes senare under medeltiden då även två stjärnvalv uppfördes över kyrkorummet. På kyrkogården stod också en klockstapel.
Men lerjorden kyrkan byggdes på gjorde att den drabbades av sättningsskador, och dessutom hade den blivit för trång för Sevallas växande befolkning. Byggmästare Eric Sjöström fick i uppdrag att göra ett förslag till en genomgripande restaurering och utbyggnad av kyrkan i slutet av 1700-talet och några år senare godkändes ritningen av Överintendentsämbetet.
Men snart började det föras diskussioner om det inte vore bättre att uppföra en helt ny kyrka, antingen på den gamla kyrkogården eller på en plats en bit därifrån, på bättre mark. En av de drivande bakom detta förslag var Sevallas kyrkoherde Johan Fredrik Muncktell och i hans utgivna dagbok kan man läsa om en del av den konflikt, som föregick kyrkobygget. När beslutet att flytta kyrkan till slut fattades var det många som var emot det. Muncktell skrev 2 mars 1817: ”I sockenstämman upläste jag utslaget, och hade den sorgen, at höra 3 personer, som endast talte, så förgå sig med hetta, otidighet och hotelser, at jag hela dagen var nedslagen, och nästan siuk.”
Samuel Enander vid Överintendentsämbetet anlitades som arkitekt och Olof Sjöström som byggmästare. Enander och Sjöström var välanlitade kyrkobyggare, och de två låg även bakom Rytterne kyrka i Västerås kommun, som uppfördes 1819. Muren till den nya kyrkan lades senare samma år, men fick sedan vila fram till 1820, bland annat på grund av missväxtåret 1818. Två år senare kunde bygget ta vid och för att få byggmaterialet att räcka till revs den äldre kyrkan tillsammans med en del av bogårdsmuren. I juni hade takstolarna satts upp, i juli var kyrkan tillräckligt färdig för att det skulle gå att hålla en första gudstjänst där och i september kunde bygget avslutas. 
Den välbesökta invigningen av biskop Gustaf Murray skedde på Jungfru Marie bebådelsedag 1821. Då saknades ännu en del av inredningen, vilket tillkom under de följande årtiondena. Sedan dess har kyrkan inte förändrats i någon stor utsträckning. I början av 1900-talet ersattes det ursprungliga spåntäckta taket med järnplåt. 1968 skedde en renovering av både fasader och kyrkorum då bland annat bänkar och golv byttes ut, många av snickerierna målades om och det halvrunda fönstret över koret sattes igen på insidan.

## Kyrkogårdar
Runt kyrkan saknas begravningsplatser, där finns istället en enkel park med gräs, grusgångar och några lövträd. Runt parken finns ett staket av gjutjärn, bortsett från den östra sidan där det finns en häck av gran med grindstolpar i öppningarna.
Till begravningar används ännu den äldre kyrkogården, som omgav den medeltida kyrkan några hundra meter öster om den nuvarande. Den är omgiven av en bogårdsmur och lindar och vid dess huvudingång finns en relief i koppar av konstnär Kurt Landgren, som visar hur den medeltida kyrkan såg ut på 1700-talet.

## Inventarier
- Altaruppsatsen är tillverkad av fabrikör Dahlman i Västerås. Han fick en beställning på en uppsats med ett annat utseende, men tyckte att det var praktiskt att kopiera en som han redan höll på att bygga till Nors kyrka. Denna uppsats fick ett överdimensionerat utseende i Sevalla kyrka, som är betydligt mindre. Från början hade den ett kors med Jesus svepning, men 1969 tillkom den nuvarande altartavlan av Holger Friberg som föreställer Flykten till Egypten.[5]
- Predikstolen är samtida med nuvarande kyrka och tillverkad av snickaren Milenius. Den hann inte bli helt klar till kyrkans invigning, utan fick sin nuvarande utsmyckning först 1854.[1] Timglaset från 1700-talet som står på predikstolen kommer från den äldre kyrkan.[5]
- Delar av kyrkans nattvardskärl är medeltida. Paten tillhörde ursprungligen ett sockenbudstyg men kom att få status som altarpaten, då material från den tidigare patenen användes när kalken förstorades på 1700-talet.[6] I mitten finns en graverad bild av Kristus. Även foten och noden på kalken är medeltida.[5]
- Den goda herden är en målning från 1907 av I Swensson som numera hänger på långhusets norra vägg. Från början fungerade den som altartavla i ett missionshus i Sevalla som lades ned på 1950-talet.[3]
- I kyrkans torn hänger två kyrkklockor. Storklockan väger 780 kg och har anor från 1600-talet. Den har sedan blivit omgjuten två gånger, dels 1744 av Isac Brockman i Sala, dels 1938 av Bergholtz i Stockholm. Den har en inskription som berättar: ”När Adolph Friedrick til Swerige kom och såg thes inländska seder tå giöt mig Rockman i Sahla om Guds namn til ära och heder at jag påminner om herrans dag at the sig christligt bereda jag kallar tillhopa at höra Guds lag och ord som them kunna leda. Jag hedra them som såfva i ro och them som lefwa påminna att hålla sig fast wid christi blo tills the sin rolighet finna. Ära vare Gud i högden”. Lillklockan väger 270 kg, och även den är omgjuten 1744 av Isac Rockman, men dess anor sträcker sig tillbaka till medeltiden. Dess inskription lyder: ”Ära ware Gud i högden mit uhrmins ämne är utaf metall’n dyr nu giör mig Rockman om siuhundra fyrtio fyra at jag må kalla hit the stora och the små ther the sin siäla spis och hierte strycka få”.[6]

### Orgel
- Orgeln byggdes 1854 av Anders Petter Halld'n, organist och orgelbyggare från Munktorp. Det är den enda av hans orglar som är bevarad i sin helhet.[1] 1963 renoverads omdiponerades orgeln av E A Setterquist & Son Eftr, Örebro. Orgeln är mekanisk.

| Manual I       | Manual II  | Pedal      | Koppel |
| Principal 8'   | Gedackt 8´ | Subbas 16´ | I/P    |
| Dubbelflöjt 8' | Flöjt 4'   |            | II/P   |
| Oktava 4'      | Flöjt 2'   |            | II/I   |
| Oktava 2'      |            |            |        |

#### Kororgel
- 1967 byggde Gösta Christiansson, Västerås och Gunnar Guhrén, Handen en orgel med 4 stämmor. Orgeln flyttades till Vallby församlingsgård, Västerås Skerike.
- Den nuvarande kororgeln byggdes 1989 av Mälardalens Orgelservice, Västerås. Orgeln är mekanisk.

| Manual            | Pedal      | Koppel  |
| Gedakt 8'         | Subbas 16´ | Man/Ped |
| Principal 4'      |            |         |
| Rörflöjt 4'       |            |         |
| Waldflöjt 2'      |            |         |
| Kvinta 1 1⁄3'     |            |         |
| Crescendosvällare |            |         |